# Биом
| Наземные биомы, классифицированные по типу растительности                       | |
| Полярные пустыни Тундра Тайга Смешанные и лиственные леса                       | Степи и лесостепи Субтропические дождевые леса Средиземноморские биомы Муссонные леса                       |
| Аридные пустыни Пустыни и полупустыни субтропического пояса Семиаридные пустыни | Саванны без деревьев (южные степи) Саванны с древесной растительностью (лесостепи) Тропический дождевой лес |
| Горы Подножия гор                                                               | |

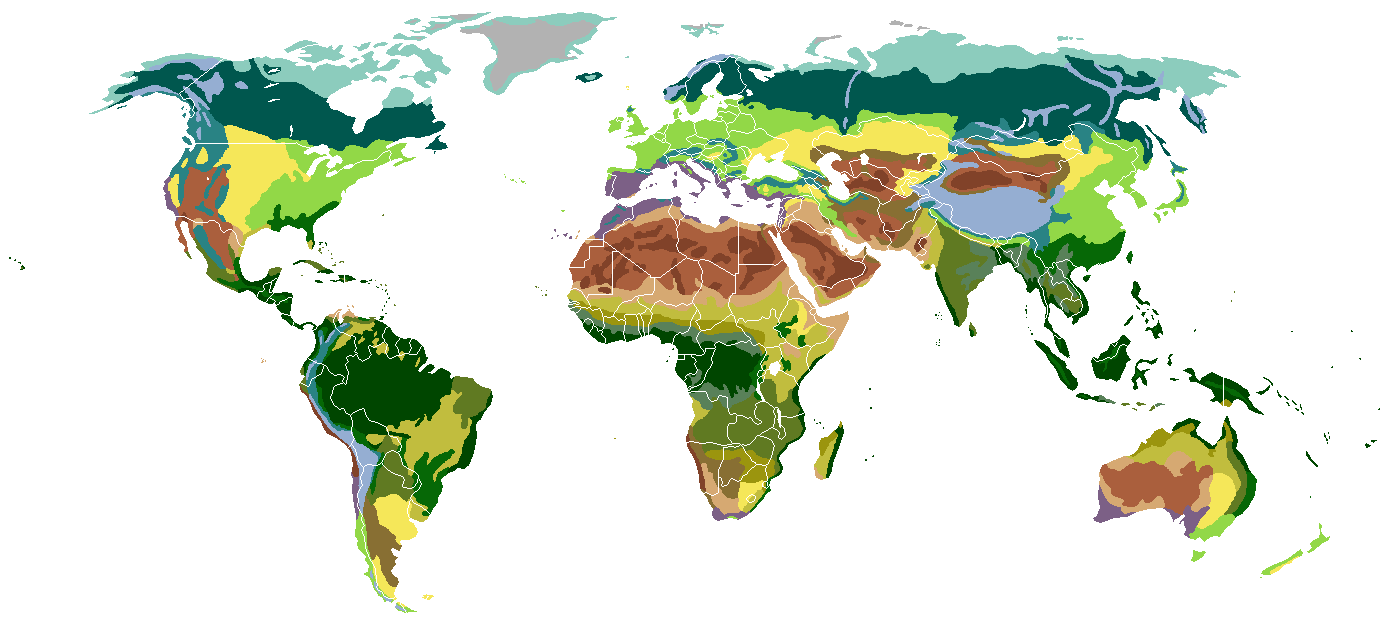

Био́м — совокупность экосистем одной природно-климатической зоны.
По другим источникам биом — более крупная, чем биоценоз, биосистема, включающая в себя множество тесно связанных биоценозов. Так, в определении Юджина Одума, биом — «термин, определяющий крупную региональную или субконтинентальную биосистему, характеризующуюся каким-либо основным типом растительности или другой характерной особенностью ландшафта».
Существует несколько классификаций биомов, включающих от 10 до 32 типов. Распределение биомов происходит по принципу широтной зональности (температурной поясности) и вертикальной зональности (высотная поясность, связанная с понижением температур при увеличении высоты над уровнем моря), а также секторности (по распределению осадков).
На территории России и сопредельных стран выделяют 13 наземных биомов.

## Биомы
Наиболее важные биомы суши: тундра, тайга, широколиственные леса, степи, саванны, пустыни, тропические влажные леса, зимнезеленые леса, средиземноморский тип экосистем.
Биомы водных экосистем определяются в первую очередь соленостью воды, содержанием в ней элементов питания, кислорода, температурой, скоростью течения.
Экосистемы пресных вод разделяются на биомы стоячих и проточных вод. Экосистемы стоячих вод более разнообразны, так как в этом случае шире пределы изменения условий, определяющих состав биоты и её продукцию, — глубины водоёма, химического состава воды, степени зарастания водоёма. В биомах проточных вод большую роль играет скорость течения, различен состав биоты на перекатах и плёсах.
Среди экосистем морских побережий различают биомы приморских скалистых побережий, достаточно бедных элементами питания, и эстуариев (лиманов) — богатых элементами питания илистых отмелей у впадения рек. Другие биомы океана — литорали, континентального шельфа, фотические автотрофные и афотические гетеротрофные экосистемы пелагиали, бентали, коралловые рифы, хемоавтотрофные экосистемы гидротермальных оазисов.
- Сухие субтропики: Южный берег Крыма (ЮБК) — средиземноморский климат.
- Влажные субтропики на причерноморском участке Туапсе — Трабзон.
- Субтропический финбош: в районе Капской области, ЮАР (Биомы Южной Африки)
- Тропические болота Эверглейдс: штат Флорида, США